# Hans Kleppen
Hans Kleppen, né le 16 mars 1907 à Bø (Telemark) et mort le 12 avril 2009, est un ancien sauteur à ski norvégien.

## Palmarès

### Jeux olympiques
| Épreuve / Édition | St-Moritz 1928 |
| Individuel        | 36e            |

### Championnats du monde
| Épreuve / Édition | Zakopane 1929 |
| Individuel        | Bronze        |